# حديقة أرلي الوطنية
حديقة أرلي الوطنية ، والتي تسمى غالبًا أرلي ،  هي حديقة وطنية تقع في مقاطعة تابوا، جنوب شرق بوركينا فاسو . وهي تجاور منتزه بنجاري الوطني في بنين في الجنوب ومحمية سينغو في الغرب.

## الجغرافيا والتاريخ

المناطق المحمية IUCN من مجمع WAP

يقع المنتزه في 760 كيلومتر مربع (290 ميل2) مع مجموعة متنوعة من الموائل، بدءًا من غابات معرض نهري أرلي وبندجاري إلى غابات السافانا وتلال الحجر الرملي من سلسلة غوبنانغو. فهي موطن لحوالي 200 من الفيلة الأفريقية و 200 من أفراس النهر و 100 أسد. وهناك أيضا الجاموس ، الرباح ، القرود الخضراء والحمراء، الخنازير ، والعديد من الظباء ، مثل غرب ثيتل الهرتبيس وظبي أسمر . وهناك أيضا الظباء واتيربوك .
يمكن الوصول إلى الحديقة عبر الطريق السريع N19 عبر Diapaga (في موسم الجفاف أيضًا عبر Pama ). تضم حديقة آرلي الوطنية العديد من المسابح، مثل Tounga حيث يوجد حفرة مائية وهناك اثنين من المسابح التي غالبًا يزورها ما يصل إلى عشرين فرس النهر .
وكانت الحديقة في وقت سابق موئلا ل كلب غرب أفريقيا البرية (Lycaon المنقط manguensis)،  على الرغم من أن هذا canid ومن المرجح أن استأصل من المنطقة المحلية بسبب ازدياد عدد السكان، وعدم وجود الحماية الوطنية.

## روابط خارجية
- منظمي الرحلات السياحية في أفريقيا